# Montamisé
Montamisé est une commune du Centre-Ouest de la France située au nord-est de Poitiers, dans le département de la Vienne, en région Nouvelle-Aquitaine.
Ses habitants sont les Montamiséens et les Montamiséennes. Il y a 3776 habitants (2024).

## Géographie

### Localisation
La commune est située en plein cœur du département de la Vienne, à 6 km au nord de Poitiers et à 7 km du Futuroscope.

### Communes limitrophes
|                       | Saint-Georges-lès-Baillargeaux |                      |
| Chasseneuil-du-Poitou | Montamisé                      | La Chapelle-Moulière |
| Buxerolles            | Poitiers Bignoux               | Liniers              |

### Climat
Pour des articles plus généraux, voir Climat de la Nouvelle-Aquitaine et Climat de la Vienne.
Historiquement, la commune est exposée à un climat océanique du nord-ouest.
En 2020, Météo-France publie une typologie des climats de la France métropolitaine dans laquelle la commune est exposée à un climat océanique altéré et est dans la région climatique  Poitou-Charentes, caractérisée par un bon ensoleillement, particulièrement en été et des vents modérés.
Pour la période 1971-2000, la température annuelle moyenne est de 11,9 °C, avec une amplitude thermique annuelle de 14,3 °C. Le cumul annuel moyen de précipitations est de 699 mm, avec 10,7 jours de précipitations en janvier et 6,5 jours en juillet. Pour la période 1991-2020, la température moyenne annuelle observée sur la station météorologique la plus proche, située sur la commune de Biard à 10 km à vol d'oiseau, est de 12,2 °C et le cumul annuel moyen de précipitations est de 695,3 mm,. Pour l'avenir, les paramètres climatiques de la commune estimés pour 2050 selon différents scénarios d'émission de gaz à effet de serre sont consultables sur un site dédié publié par Météo-France en novembre 2022.

### Voies de communication et transports

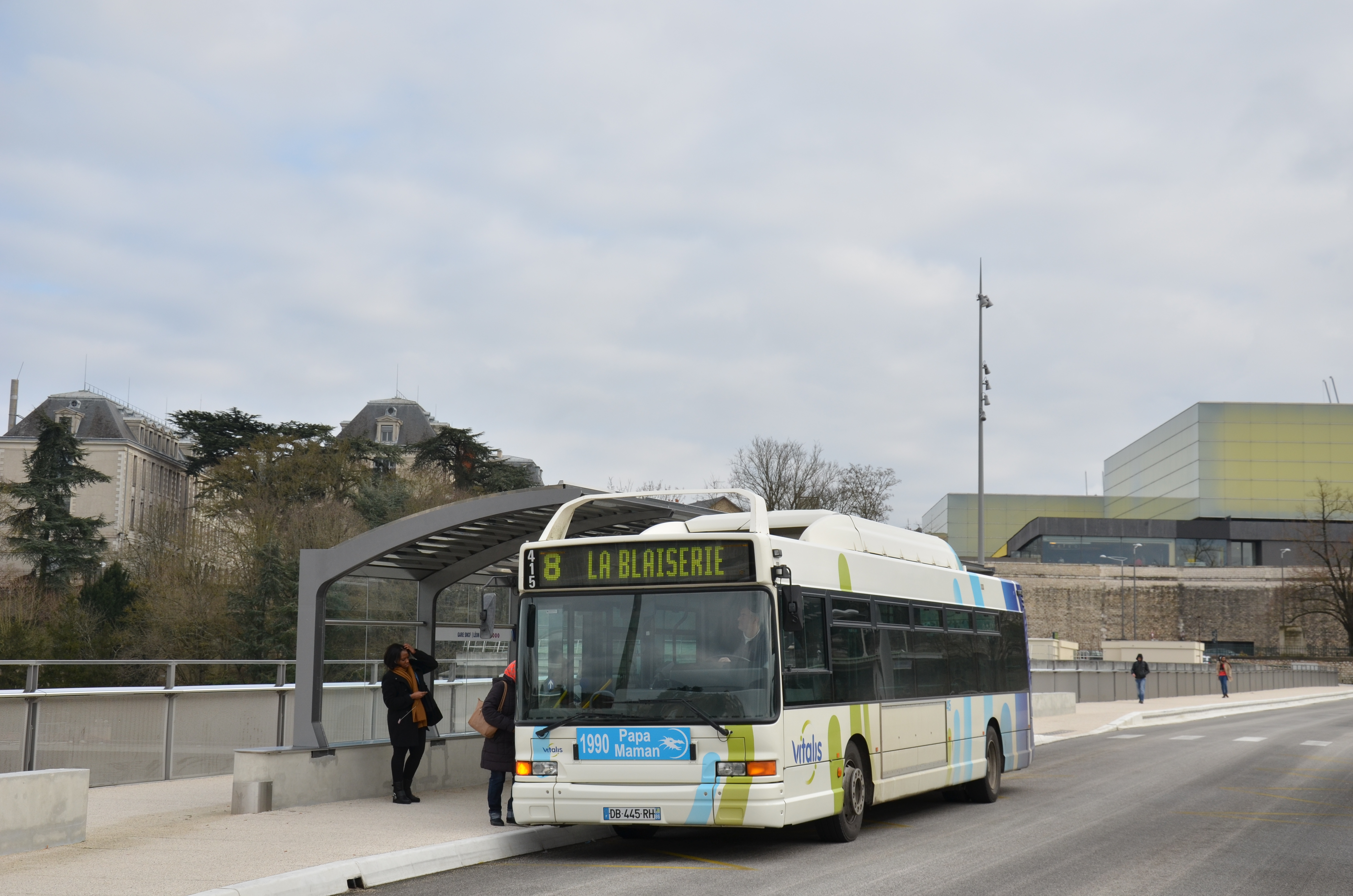
La commune est desservie par le réseau Vitalis.

La commune est desservie par la ligne 22 en desserte locale et par les lignes scolaires S35, S70, S71, S72 et S80 du réseau de transports en commun Vitalis.

## Urbanisme

### Typologie
Au 1er janvier 2024, Montamisé est catégorisée bourg rural, selon la nouvelle grille communale de densité à sept niveaux définie par l'Insee en 2022.
Elle appartient à l'unité urbaine de Montamisé, une unité urbaine monocommunale constituant une ville isolée,. Par ailleurs la commune fait partie de l'aire d'attraction de Poitiers, dont elle est une commune de la couronne,. Cette aire, qui regroupe 97 communes, est catégorisée dans les aires de 200 000 à moins de 700 000 habitants,.

### Occupation des sols
L'occupation des sols de la commune, telle qu'elle ressort de la base de données européenne d’occupation biophysique des sols Corine Land Cover (CLC), est marquée par l'importance des territoires agricoles (56,6 % en 2018), en diminution par rapport à 1990 (62,5 %). La répartition détaillée en 2018 est la suivante : 
terres arables (35,9 %), forêts (34,8 %), zones agricoles hétérogènes (15,2 %), zones urbanisées (8,6 %), prairies (5,6 %). L'évolution de l’occupation des sols de la commune et de ses infrastructures peut être observée sur les différentes représentations cartographiques du territoire : la carte de Cassini (XVIIIe siècle), la carte d'état-major (1820-1866) et les cartes ou photos aériennes de l'IGN pour la période actuelle (1950 à aujourd'hui).

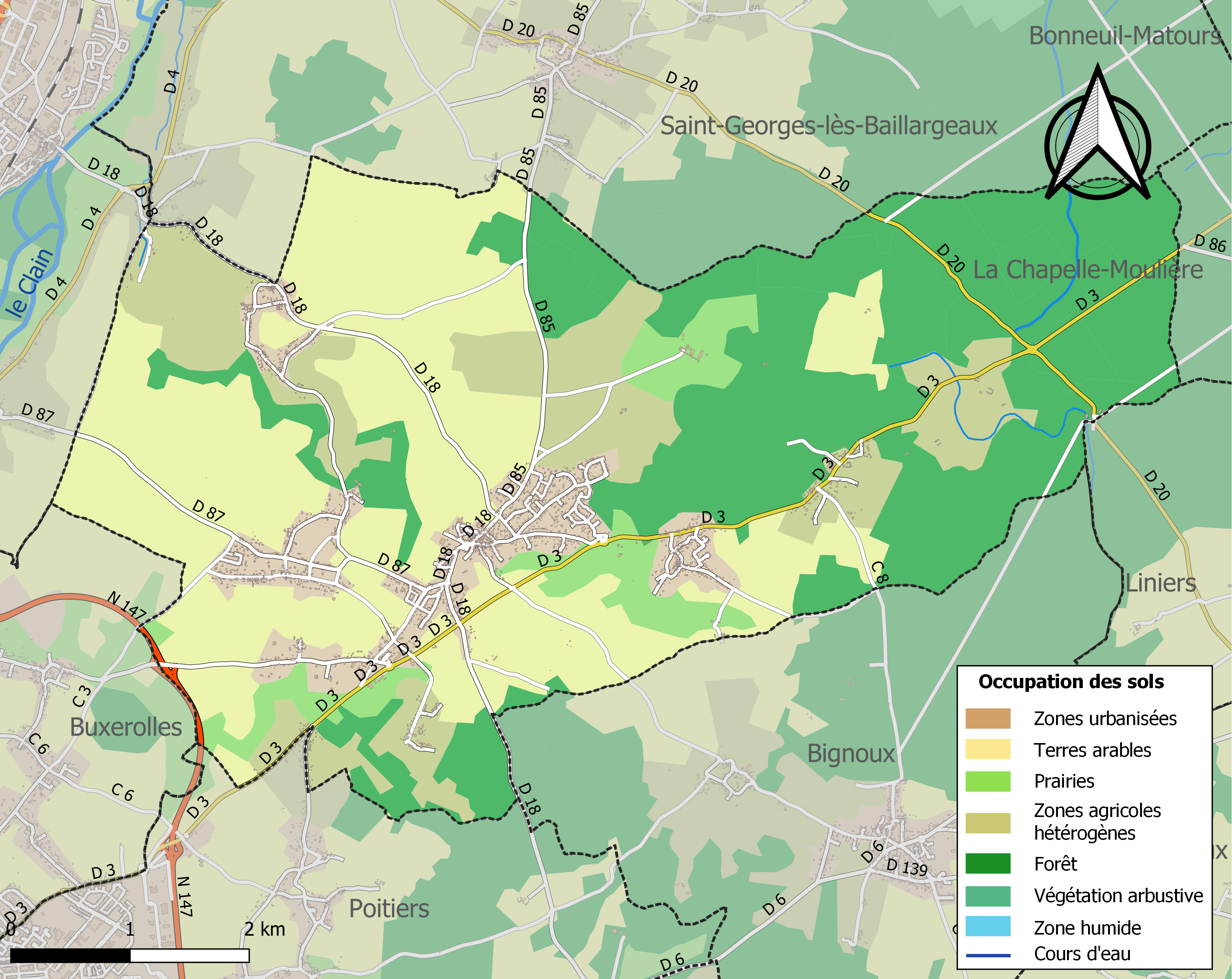
Carte des infrastructures et de l'occupation des sols de la commune en 2018 (CLC).

### Hameaux, lieux-dits et écarts
Elle fait partie du Grand Poitiers.
Montamisé est constituée d’un bourg, situé sur une hauteur et de neuf hameaux principaux dispersés aux quatre coins de la commune : Charassé, Ensoulesse, Fontaine, la Germonière, la Richardière, le Petit Nieul, Mortiers, Sarzec et Tronc.
Les lieux-dits de la commune sont les suivants : Montrouge, Les Traits d'Ensoulesse, Le Chiron Ferré, Corsec (anciennement Coursec), La Roche de Bran, Les Écuries de Corsec, Valembert, La Brialière, Le Grand Recoin, Les Royères, La Jouerie, Les Bruères, Montigny, La Gachetrie, Chaudronne, Les Fousserettes, La Gravière.

### Risques majeurs
Le territoire de la commune de Montamisé est vulnérable à différents aléas naturels : météorologiques (tempête, orage, neige, grand froid, canicule ou sécheresse), feux de forêts, mouvements de terrains et séisme (sismicité modérée). Il est également exposé à un risque technologique, le transport de matières dangereuses. Un site publié par le BRGM permet d'évaluer simplement et rapidement les risques d'un bien localisé soit par son adresse soit par le numéro de sa parcelle.

#### Risques naturels
Montamisé est exposée au risque de feu de forêt. En 2014, le deuxième plan départemental de protection des forêts contre les incendies (PDPFCI) a été adopté pour la période 2015-2024. Les obligations légales de débroussaillement dans le département sont définies dans un arrêté préfectoral du 29 mai 2015,, celles relatives à l'emploi du feu et au brûlage des déchets verts le sont dans un arrêté permanent du 24 mai 2015,.

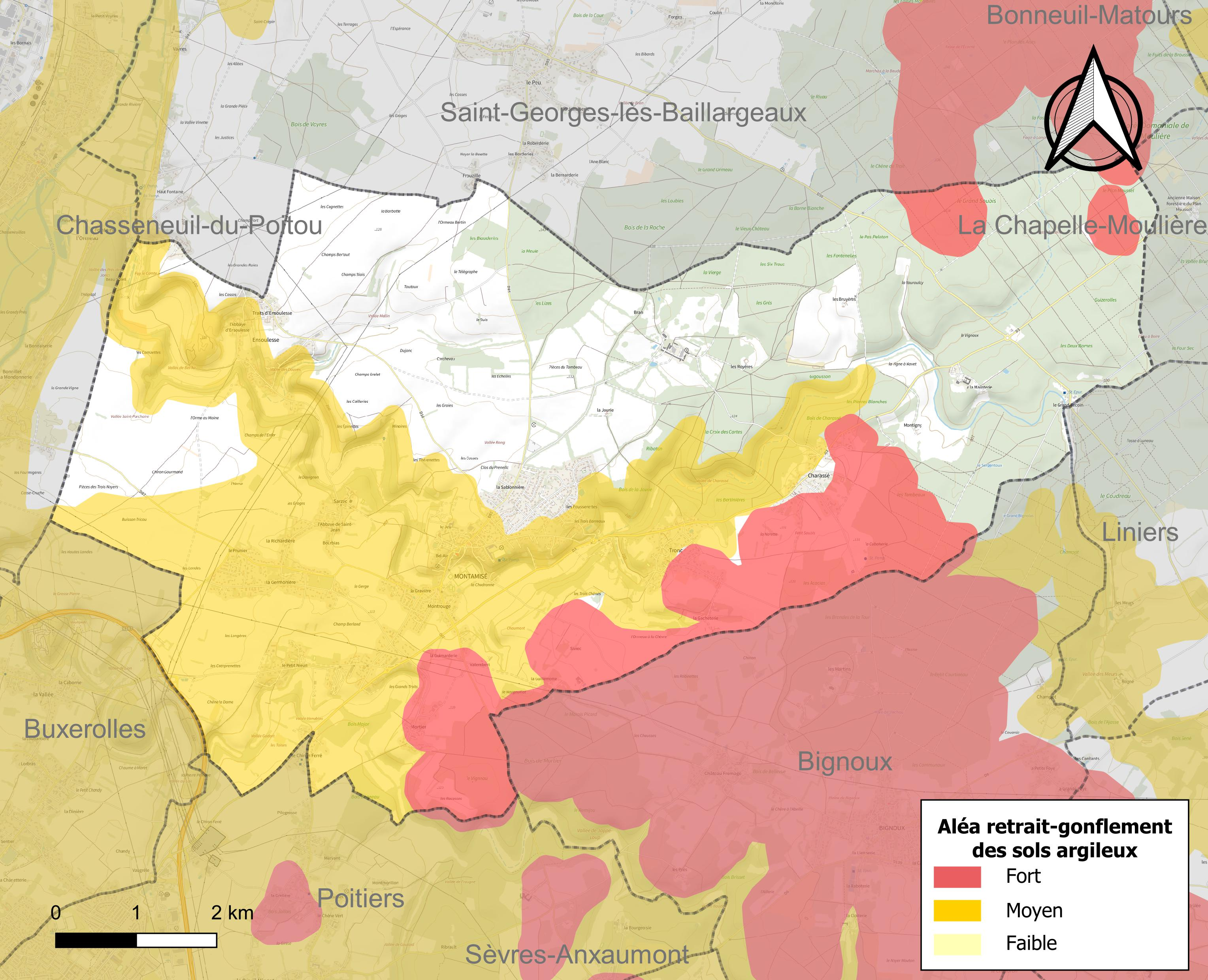
Carte des zones d'aléa retrait-gonflement des sols argileux de Montamisé.

Les mouvements de terrains susceptibles de se produire sur la commune sont des affaissements et effondrements liés aux cavités souterraines (hors mines) et des tassements différentiels. Afin de mieux appréhender le risque d’affaissement de terrain, un inventaire national permet de localiser les éventuelles cavités souterraines sur la commune. Le retrait-gonflement des sols argileux est susceptible d'engendrer des dommages importants aux bâtiments en cas d’alternance de périodes de sécheresse et de pluie. 51,5 % de la superficie communale est en aléa moyen ou fort (79,5 % au niveau départemental et 48,5 % au niveau national). Depuis le 1er octobre 2020, en application de la loi ÉLAN, différentes contraintes s'imposent aux vendeurs, maîtres d'ouvrages ou constructeurs de biens situés dans une zone classée en aléa moyen ou fort,.
La commune a été reconnue en état de catastrophe naturelle au titre des dommages causés par les inondations et coulées de boue survenues en 1982, 1983, 1999, 2001 et 2010, par la sécheresse en 1990, 2002, 2003, 2005, 2011 et 2017 et par des mouvements de terrain en 1999 et 2010.

## Toponymie

### La légende de l’origine du nomMontamisé
On raconte qu’autrefois, le village était entouré d’une riche rivière large et profonde. Le pays, bien arrosé, comptait nombre de cultures riches de prairies. Le village dominait la vallée riante et les habitants vivaient heureux dans la prospérité.
Mais il existe toujours de « méchantes gens » et la rivière lésait leurs intérêts, d’autres étaient jaloux de leurs voisins dont les terres leur paraissaient mieux placées et plus aptes aux cultures.
Tant et si bien qu’un jour, un groupe de mécontents se mit en marche vers la source de la rivière. L’eau jaillissait claire et abondante entre des rochers. Ils jetèrent du « vif argent » au pied de ces rochers et bientôt, ceux-ci se creusèrent. L’eau, peu à peu, s’enfonça dans les cavités. La rivière s’assécha et disparut complètement pour devenir souterraine.
Cette action néfaste entraîna la ruine du village. Les cultures demandant de l’humidité devinrent impossible à pratiquer à cause de la sécheresse qui désormais régnait partout. Le soleil brûlait les récoltes, les fermiers vendirent leurs bêtes. Beaucoup quittèrent le village abandonnant leur maison. Seuls quelques-uns demeurèrent réfugiés sur la colline aride à laquelle on accédait par une côte rude. Le hameau fut appelé « Monte à la misère », nom qui paraît-il se déforma au cours des siècles pour devenir « Montamisé ».
Aujourd’hui la rivière coule toujours, sous terre, et au fil des temps, on a creusé de nombreux puits le long de son cours.

### L'approche scientifique du nom
Le nom proviendrait de Montamiserius qui signifie la butte de Tamiserius, un anthroponyme gallo-romain.

## Histoire

### Révolution française
La commune de Montamisé est créée en 1790 dans le département de la Vienne, le district de Poitiers et le canton de Dissay. En 1801 elle passe dans l'arrondissement de Civray pour revenir dans celui de Poitiers avant 1806. En 1801 écrite Montamiser elle fait partie du canton de Saint-Georges qui devient en 1961 Saint-Georges-lès-Baillargeaux puis en 1973 du canton de Poitiers-2 et à la suite d'un nouveau découpage en 1982 du canton de Poitiers-7.
Montamisé accueille favorablement les avancées de la Révolution française. Elle plante ainsi son arbre de la liberté, symbole de la Révolution. Il devient le lieu de ralliement de toutes les fêtes et des principaux événements révolutionnaires, comme le brûlement des titres féodaux.

### Époque contemporaine
Avec la révolution de février 1848 et le retour de la République, un arbre de la liberté (un cèdre du Liban) est planté.
Le 15 août 1944, le château de la Roche de Bran, qui servait de refuge aux maquisards du groupe Anatole, est incendié par les marins de la Kriegsmarine en garnison aux carrières de Migné-Auxances. Sept résistants meurent sous la torture.

## Politique et administration

### Instances judiciaires et administratives
La commune relève du tribunal d'instance de Poitiers, du tribunal de grande instance de Poitiers, de la cour d'appel de Poitiers, du tribunal pour enfants de Poitiers, du conseil de prud'hommes de Poitiers, du tribunal de commerce de Poitiers, du tribunal administratif de Poitiers et de la cour administrative d'appel de Bordeaux, du tribunal des pensions de Poitiers, du tribunal des affaires de la Sécurité sociale de la Vienne, de la cour d’assises de la Vienne.

### Services publics
Les réformes successives de La Poste ont conduit à la fermeture de nombreux bureaux de poste ou à leur transformation en simple relais. Toutefois, la commune a pu maintenir le sien.

### Politique environnementale
Dans son palmarès 2024, le Conseil national de villes et villages fleuris de France a attribué deux fleurs à la commune.

### Jumelages
- San Sebastiano da Po (Italie), depuis 1991.

## Démographie
L'évolution du nombre d'habitants est connue à travers les recensements de la population effectués dans la commune depuis 1793. Pour les communes de moins de 10 000 habitants, une enquête de recensement portant sur toute la population est réalisée tous les cinq ans, les populations de référence des années intermédiaires étant quant à elles estimées par interpolation ou extrapolation. Pour la commune, le premier recensement exhaustif entrant dans le cadre du nouveau dispositif a été réalisé en 2006.

En 2022, la commune comptait 3 710 habitants, en évolution de +4,15 % par rapport à 2016 (Vienne : +0,6 %, France hors Mayotte : +2,11 %).
| 1793 | 1800 | 1806 | 1821 | 1831 | 1836 | 1841 | 1846 | 1851 |
| ---- | ---- | ---- | ---- | ---- | ---- | ---- | ---- | ---- |
| 738  | 715  | 669  | 726  | 774  | 846  | 900  | 935  | 977  |

| 1856 | 1861  | 1866  | 1872 | 1876  | 1881  | 1886  | 1891  | 1896 |
| ---- | ----- | ----- | ---- | ----- | ----- | ----- | ----- | ---- |
| 983  | 1 034 | 1 002 | 898  | 1 061 | 1 142 | 1 130 | 1 030 | 993  |

| 1901 | 1906 | 1911 | 1921 | 1926 | 1931 | 1936 | 1946 | 1954 |
| ---- | ---- | ---- | ---- | ---- | ---- | ---- | ---- | ---- |
| 987  | 984  | 930  | 910  | 880  | 824  | 865  | 779  | 890  |

| 1962 | 1968 | 1975  | 1982  | 1990  | 1999  | 2006  | 2011  | 2016  |
| ---- | ---- | ----- | ----- | ----- | ----- | ----- | ----- | ----- |
| 886  | 961  | 1 300 | 1 787 | 2 164 | 2 615 | 2 961 | 3 279 | 3 562 |

| 2021  | 2022  | - | - | - | - | - | - | - |
| ----- | ----- | - | - | - | - | - | - | - |
| 3 698 | 3 710 | - | - | - | - | - | - | - |

En 2008, selon l’Insee, la densité de population de la commune était de 97 hab./km2 contre 61 hab./km2 pour le département, 68 hab./km2 pour la région Poitou-Charentes et 115 hab./km2 pour la France.
La commune appartient à la Communauté d’agglomération de Poitiers qui connait un certain dynamisme démographique puisque sa population s’est accrue de 1,32 % par an en moyenne sur la période 1999- 2006 (Ce taux est de 0,7 % pour le département). Ceci illustre le constat démographique suivant : des zones rurales qui perdent de plus en plus d’habitants au profit d’une zone périurbaine autour de Poitiers et de Châtellerault. Cette vaste zone concentre 70 % de la population du département (soit environ 300 000 personnes) et 25 % des moins de 20 ans. En outre, en supposant le maintien des tendances démographiques depuis 1990, entre 2006 et 2020, la population de l’aire urbaine de Poitiers devrait s’accroître de + 16,5 % et celle de Châtellerault de + 5,0 %. La population de la commune devrait donc continuer à croitre.
Cependant, la population du Grand Poitiers n'a quasiment pas augmenté entre 2007 et 2012 (141 986 habitants en 2007 pour 142 751 habitants en 2012). Le dynamisme démographique concerne surtout les communes limitrophes de la capitale poitevine. Ainsi, c’est un le cas de Montamisé qui profite de sa proximité avec la forêt de Moulière et le Futuroscope. La progression sur 5 ans supérieure à 10 %. Montamisé continue de s'urbaniser rapidement que ce soit dans le bourg ou ses hameaux.

## Économie

### Agriculture
Selon la direction régionale de l'Alimentation, de l'Agriculture et de la Forêt de Poitou-Charentes, il n'y a plus que 14 exploitations agricoles en 2010 contre 17 en 2000.
Les surfaces agricoles utilisées ont paradoxalement augmenté de 24 % et sont passées de 1 262 hectares en 2000 à 1 567 hectares en 2010. Ces chiffres indiquent une concentration des terres sur un nombre plus faible d’exploitations. Cette tendance est conforme à l’évolution constatée sur tout le département de la Vienne puisque de 2000 à 2007, chaque exploitation a gagné en moyenne 20 hectares.
53 % des surfaces agricoles sont destinées à la culture des céréales (blé tendre essentiellement mais aussi orges et maïs), 28 % pour les oléagineux (3/4 pour le colza et 1/4 pour le tournesol), 3 % pour le fourrage et 8 % restent en herbes.
L'élevage de volailles a disparu au cours de cette décennie (130 têtes réparties sur cinq fermes).

### Commerce
Un marché (marché de producteurs locaux) a lieu une fois par semaine, le vendredi après-midi, sur la place des Tamisiers.

## Culture locale et patrimoine

### Lieux et monuments
- Église Notre-Dame-de-l'Assomption de Montamisé.
- Forêt de Moulière : d'une superficie de 5 000 ha, elle est située au nord-est de Poitiers et couvre neuf communes : Bignoux, Bonneuil-Matours, La Chapelle-Moulière, Dissay, Liniers, Saint-Cyr, Saint-Georges-lès-Baillargeaux et Vouneuil-sur-Vienne.
- Château de Sarzec.
- Domaine de la Roche de Bran.
- Domaine dit « abbaye d'Ensoulesse », dépendance de l'abbaye Saint-Cyprien de Poitiers, don vers 936[46].

### Personnalités liées à la commune
- Michel Brunet (né en 1940), paléoanthropologue ayant participé à la découverte de Toumaï.
- Ernest de Sarzec (1832 - 1901), diplomate et archéologue découvreur de la cité sumérienne de Lagash.
- Luc Turlan (né en 1958), auteur et illustrateur.
- Abderrazak El Albani, géologue ayant participé à la découverte du groupe de fossile de Franceville.

### Articles de Wikipédia
- Liste des communes de la Vienne
- Anciennes communes de la Vienne